# 汝南街道
汝南街道，是中华人民共和国河南省平顶山市汝州市下辖的一个乡镇级行政单位。

## 行政区划
汝南街道下辖以下地区：
王寨村、粪堆赵村、下陈村、上陈村、袁庄村、怯庄村、南孙庄村、魏洼村、栗庄村、西焦村、南马庄村、虎头村、后铺村、陈湾村、张吾庄村和吉庄村。